# Mungo Ponton
Mungo Ponton (20 de noviembre de 1801 – 3 de agosto de 1880) fue un inventor escocés que en 1839 creó un método de fotografía permanente basado en dicromato de sodio.
Mungo era el hijo de un granjero, nació y creció en Edimburgo. Se convirtió en un aprendiz de abogado y fue admitido en la Sociedad de Escritores de la Signet, el 8 de diciembre de 1825. Se casó con Helen Scott Campbell el 24 de junio de 1830 y la pareja tuvo siete hijos. Su primera esposa murió el 7 de agosto de 1842 y se casó con su segunda esposa, Margaret Ponton (posiblemente familiar), el 7 de noviembre de 1843, con quien tuvo un hijo. Mungo sufrió una crisis en torno a 1845 y se trasladó a Bristol, Inglaterra por su clima más suave. Se casó con su tercera esposa, Jean McLean, el 1 de agosto de 1871. Ponton murió en su casa de Clifton, Bristol el 3 de agosto de 1880.

## Inventor
El 20 de junio de 1834, Mungo se convirtió en miembro de la Royal Society de Edimburgo. En 1838, la Sociedad de Artes de Escocia concedió a Mungo la medalla de plata por sus contribuciones al desarrollo del telégrafo eléctrico.
En 1839, mientras experimentaba con un temprano calotipo, proceso fotográfico desarrollado ese año por William Henry Fox Talbot. Mungo descubrió la calidad sensible a la luz del dicromato de sodio, en sus investigaciones se dio cuenta de la posibilidad de utilizar el dicromato en la imagen, en competición con el cloruro de plata , una sustancia usada por los procesos del daguerrotipo y el calotipo . El dicromato si se combina con una sustancia orgánica, como la gelatina , se vuelve sensible a la luz y se endurece proporcionalmente a la luz absorbida. El dicromato es también más barato que la sal de plata y esto se utiliza en la impresión fotomecánica, gracias a los estudios realizados por Alphonse Poitevin . Presentó sus descubrimientos a la Sociedad de las Artes de Escocia el 29 de mayo. Mungo no intentó patentar el proceso fotográfico y publicó sus hallazgos en Nuevo Diario Filosófico de Edinburgo. Otros experimentaron con su descubrimiento incluyendo Talbot, Edmund Becquerel, Alphonse Poitevin, y John Pouncey, todos ellos patentaron sus técnicas fotográficas.
En 1839 se dio cuenta de la posibilidad de utilizar el cromo en la imagen, en competición en el cloruro de plata , una sustancia usada por los procesos del daguerrotipo y el calotipo . El dicromato, si se combina con una sustancia orgánica, como la gelatina , se vuelve sensible a la luz, proporción endurecimiento de luz absorbida. El cromo es también más barato que la sal de plata y esto se utiliza en la impresión fotomecánica, gracias a los estudios realizados por Alphonse Poitevin .
Mungo continuó trabajando en la fotografía y en 1845 la Sociedad le concedió de nuevo la medalla de plata por su proceso de medición de la variación horaria en la temperatura gracias al papel fotográfico. En la práctica, el papel fotográfico fue envuelto alrededor de un cilindro y fue expuesto periódicamente a la luz de un farol de gas colocada detrás de un termómetro de mercurio. La sombra producida por el mercurio quedaba impresa en el papel y permitía medir el nivel en el tiempo. Ese año también desarrolló una variante del calotipo que permitía tiempos de exposición más cortos.